# 安颢
安颢（1840年2月3日—1886年10月20日），字而敬，常州府金匮县（今江苏省无锡市）人，太学出身，清朝官员。曾任河南归德府通判，加同知衔，在任候补直隶州知州。

## 简介
安颢生于道光二十年十一月二十二日，卒于光绪十二年九月二十三日。明嘉靖年间豪商巨贾安国之后裔。

## 家族
父亲，安诗，户部兼吏部掌印给事中。岳父，孔广泉，山西太原府知府。长兄，安颐，山西雁平道。